# White Pass (Washington)
Der White Pass (1.371,6 m hoch) ist ein Gebirgspass im Pazifischen Nordwesten der Vereinigten Staaten über die Kaskadenkette im Bundesstaat Washington, südöstlich des Mount Rainier und nördlich der Goat Rocks. Der U.S. Highway 12 quert den Pass und verbindet das Yakima County im Osten mit dem Lewis County im Westen.
Eine Abkürzung über den White Pass zwischen Packwood und Naches wurde erstmals 1931 als State Road 5 über den Pass geführt, und im August 1951 als Verbindung fertiggestellt, die später als U.S. Highway 12 eingerichtet wurde.
Das White Pass Ski Area, auf der Passhöhe gelegen, wurde am 11. Januar 1953 eröffnet. Die meisterhaften Skirennläufer, die Zwillinge Phil und Steve Mahre (und ihre sieben Geschwister), wuchsen am White Pass auf, wo ihr Vater Dave Mahre der Manager des Skigebiets war. Am White Pass wohnt auch der Profi-Snowboarder Marc Frank Montoya, der Eigentümer der Block Hotels.
Der pass liegt in Luftlinie etwa vierzig Kilometer südöstlich vom Gipfel des Mount Rainier fünfzig Kilometer nördlich des Mount Adams.